# Alcanena e Vila Moreira
Alcanena e Vila Moreira (oficialmente: União das Freguesias de Alcanena e Vila Moreira) é uma freguesia portuguesa do município de Alcanena, com 15,43 km² de área e 4854 habitantes (censo de 2021). A sua densidade populacional é 314,6 hab./km².

## História
Foi constituída em 2013, no âmbito de uma reforma administrativa nacional, pela agregação das antigas freguesias de Alcanena e Vila Moreira com sede em Alcanena.

## Demografia
A população registada nos censos foi:
| Distribuição da População por Grupos Etários | Distribuição da População por Grupos Etários | Distribuição da População por Grupos Etários | Distribuição da População por Grupos Etários | Distribuição da População por Grupos Etários | Distribuição da População por Grupos Etários |
| -------------------------------------------- | -------------------------------------------- | -------------------------------------------- | -------------------------------------------- | -------------------------------------------- | -------------------------------------------- |
| Antes da agregação                           |                                              |                                              |                                              |                                              |                                              |
| Ano                                          | 0-14 anos                                    | 15-24 anos                                   | 25-64 anos                                   | >= 65 anos                                   | Total                                        |
| 2001                                         | 802                                          | 762                                          | 2846                                         | 942                                          | 5352                                         |
| 2011                                         | 740                                          | 528                                          | 2793                                         | 1044                                         | 5105                                         |
| Após a agregação                             |                                              |                                              |                                              |                                              |                                              |
| Ano                                          | 0-14 anos                                    | 15-24 anos                                   | 25-64 anos                                   | >= 65 anos                                   | Total                                        |
| 2021                                         | 639                                          | 506                                          | 2488                                         | 1221                                         | 4854                                         |